# Velamsund
Velamsund este o arie protejată (arie specială de conservare — SAC, sit de importanță comunitară — SCI) din Suedia întinsă pe o suprafață de 14 ha, integral pe uscat.

## Localizare
Centrul sitului Velamsund este situat la coordonatele 59°20′47″N 18°19′11″E / 59.3463°N 18.3197°E.

## Înființare
Situl Velamsund a fost declarat sit de importanță comunitară în iunie 2001 pentru a proteja un număr necunoscut de specii din flora spontană și fauna sălbatică aflate în arealul zonei. Situl a fost protejat și ca arie specială de conservare în martie 2011.

## Biodiversitate
Situată în ecoregiunile boreală și marină baltică, aria protejată conține 2 habitate naturale: Pășuni din zone de pădure fino-scandinave, Păduri caducifoliate bătrâne naturale hemiboreale fino-scandinave (Quercus, Tilia, Acer, Fraxinus sau Ulmus) bogate în specii epifite.
La baza desemnării sitului se află un număr nedeclarat de specii protejate.